# Elara
Elara (JVII) är en av Jupiters månar. Den upptäcktes 1905 av Charles Dillon Perrine vid Lick-observatoriet. Elara är cirka 86 kilometer i diameter, har en mörk yta och roterar kring Jupiter på ett avstånd av ungefär 11 741 000 kilometer. Med sin storlek är den Jupiters åttonde måne i storleksordningen.
Elara fick inte sitt nuvarande namn förrän 1975, innan dess var den enbart känd som Jupiter VII.
Den tillhör Himalia-gruppen som består av fem månar som roterar kring Jupiter mellan de galileiska månarna och de yttre månarna på ett avstånd mellan 11 000 000 kilometer och 13 000 000 kilometer med en lutning på ca 27,5°.
I den grekiska mytologin var Elara en kvinna som älskades av Zeus.

## Möte med New Horizons
I februari och mars 2007 tog rymdsonden New Horizons en serie bilder av Elara. Elara befann sig ungefär 5 miljoner kilometer från New Horizons när bilderna togs. Dessa bilder blev de första någonsin på månen.